# Eliza Dushku

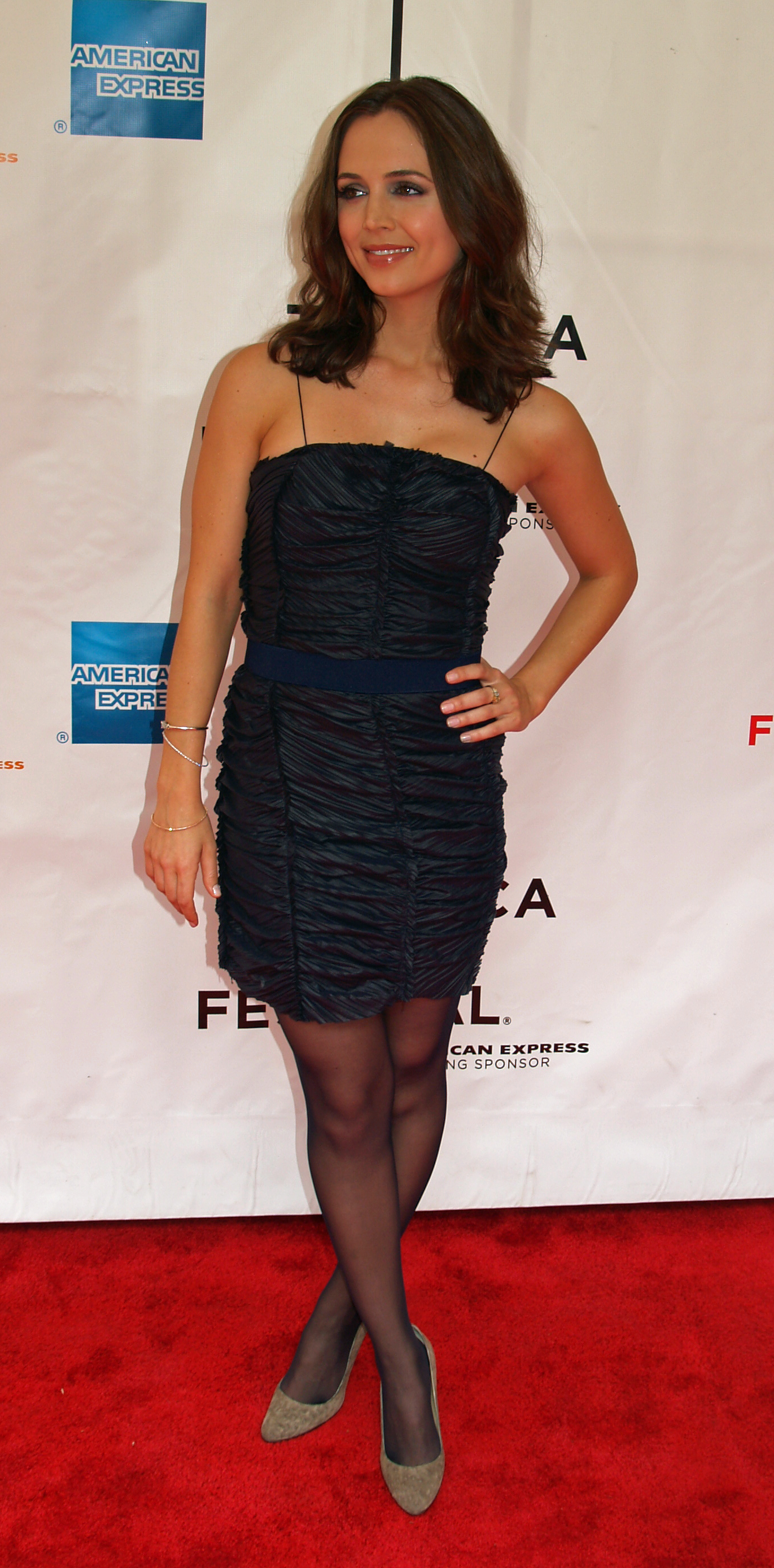
Eliza Dushku.

Eliza Patricia Dushku, född 30 december 1980 i Boston i Massachusetts, är en amerikansk skådespelerska av albansk härkomst.
Dushku är känd från TV-serien Tru Calling. Hon är även känd för sin medverkan i serien Buffy och vampyrerna och erbjöds huvudrollen i en spinoff-serie baserad på hennes karaktär Faith, men hon tackade nej. Och hon har huvudrollen i Dollhouse. Dushku har även spelat i långfilmerna Bring It On, The New Guy, Stjärnor utan hjärnor, City by the Sea, Wrong Turn och  True Lies.
Dushku är sedan 2018 gift med affärsmannen Peter Palandjian (född 1964). Paret har två barn.

## Filmografi
| År   | Film                           | Roll              | Övrigt      |
| ---- | ------------------------------ | ----------------- | ----------- |
| 1992 | That Night                     | Alice Bloom       | Första roll |
| 1993 | This Boy's Life                | Pearl             |             |
| 1994 | Fishing with George            | Piper Reeves      |             |
| 1994 | True Lies                      | Dana Tasker       |             |
| 1995 | Bye Bye Love                   | Emma              |             |
| 1995 | Journey                        | Cat               | (TV)        |
| 1996 | Race the Sun                   | Cindy Johnson     |             |
| 2000 | Bring It On                    | Missy Pantone     |             |
| 2001 | Jay and Silent Bob Strike Back | Sissy             |             |
| 2001 | Soul Survivors                 | Annabel           |             |
| 2002 | The New Guy                    | Danielle          |             |
| 2002 | City by the Sea                | Gina              |             |
| 2003 | Wrong Turn                     | Jessie Burlingame |             |
| 2003 | The Kiss                       | Megan             |             |
| 2006 | The Last Supper                | Servitris         |             |
| 2007 | Nurses                         | Eve Morrow        |             |
| 2007 | On Broadway                    | Lena Wilson       |             |
| 2007 | Nobel Son                      | City Hall         |             |
| 2007 | Sex and Breakfast              | Renee             |             |
| 2008 | Bottle Shock                   | Joe               |             |
| 2008 | The Alphabet Killer            | Megan Paige       |             |
| 2008 | The Coverup                    | Monica Wright     |             |
| 2008 | Open Graves                    | Erica             |             |
| 2008 | Noah's Ark: The New Beginning  | Zalbeth (röst)    |             |

### Television
| År        | Titel                   | Roll                          | Övrigt                                |
| --------- | ----------------------- | ----------------------------- | ------------------------------------- |
| 1998-2003 | Buffy och vampyrerna    | Faith                         | 20 avsnitt                            |
| 2000-2003 | Angel                   | Faith                         | 6 avsnitt                             |
| 2002      | King of the Hill        | Jordan                        | (1 avsnitt, "Get Your Freak Off")     |
| 2003      | Punk'd                  | sig själv                     | (okrediterad)                         |
| 2003      | Tru Calling (2003-2005) | Tru Davies                    | Huvudroll (27 avsnitt)                |
| 2005      | That '70s Show          | Sarah                         | (1 avsnitt, "It's All Over Now")      |
| 2005      | Reading Rainbow         | sig själv                     | (1 avsnitt, "Unique Monique")         |
| 2007      | Ugly Betty              | Cameron Ashlock               | (1 avsnitt, "Giving up the Ghost")    |
| 2009      | Dollhouse               | Echo                          | TV-producent och executiv producent   |
| 2010      | The Big Bang Theory     | FBI Special Agent Angela Page | 1 Avsnitt (The Apology Insufficiency) |

#### Framträdanden
- The Tonight Show with Jay Leno (1 avsnitt, 9 maj 2002) - sig själv
- HypaSpace (1 avsnitt, #1.113, 2002) - sig själv
- Extra (1 avsnitt, 21 oktober 2003) - sig själv
- Late Show with David Letterman (2 avsnitt, #9.205" och 7 april 2003) - sig själv
- The Late Late Show (3 avsnitt, 9 november 2002, 20 januari 2004 och 12 april 2004) - sig själv
- HypaSpace (1 avsnitt, "#1.113", 2002) - sig själv
- E! News (2 avsnitt, 20 maj 2003 och 19 oktober 2005) - sig själv
- Late Night with Conan O'Brien (3 avsnitt, 23 maj 2003, 20 november 2003 och 17 januari 2006) - sig själv
- Last Call with Carson Daly (1 avsnitt, 25 november 2003) - sig själv
- Jimmy Kimmel Live! (2 avsnitt, 23 februari 2004 och 6 augusti 2008) - sig själv
- On Air with Ryan Seacrest (1 avsnitt, 23 februari 2004) - sig själv
- The Sharon Osbourne Show (1 episode, 26 februari 2004) - sig själv
- Richard & Judy (1 avsnitt, 19 april 2004) - sig själv
- Nickelodeon Kids' Choice Awards '04 (2004) (TV) - sig själv
- Teen Choice Awards 2004 (2004) (TV) - sig själv
- The Tony Danza Show (1 avsnitt, "#2.73", 2005) - sig själv
- Live with Regis and Kelly (1 avsnitt, 2 december 2005) - sig själv
- Euro Video Grand Prix (2006) (TV) - sig själv och presentatör

### Videospel
- 1995 – True Lies - Dana Tasker
- 2003 – Buffy the Vampire Slayer: Chaos Bleeds - Faith Lehane (röst)
- 2005 – Ryû ga gotoku - Yumi (röst: Engelsk version)
- 2006 – Yakuza - Yumi Sawamura
- 2008 – Saints Row 2 - Shaundi
- 2009 – Wet - Rubi Malone